# أندي ماكناب
ستيفن بيلي ميتشل (بالإنجليزية: Steven Billy Mitchell)‏ (ولد في 28 ديسمبر 1959 في ساوثوورك، إنجلترا) والمعروف عادة بالاسم المستعار أندي ماكناب (بالإنجليزية: Andy McNab)‏ روائي إنجليزي ورقيب سابق للخدمات الجوية الخاصة.
ظهر ماكناب في عام 1993 عندما نشر تقريره عن دوريات الخدمة الجوية الخاصة برافو اثنين صفر التي منحت له وسام السلوك المتميز في عام 1991. كان قد حصل على الميدالية العسكرية في وقت سابق للعمل أثناء خدمته مع الستر الأخضر الملكي في أيرلندا الشمالية في عام 1979.
بالإضافة إلى برافو اثنين صفر فقد كتب سيرتين ذاتيتين أخريين وعدد من كتب الخيال. كما شارك في كتابة كتاب عن الاعتلال النفسي مدعيا أنه يعرض العديد من الصفات النفسية.

## النشأة
ولد ماكناب في 28 ديسمبر 1959. وجد مهجورا على عتبات مستشفى غاي في ساوثوارك في حقيبة تسوق هارودز وترعرع في بيكهام مع أسرته بالتبني. لم يكن جيدا في المدرسة وانقطع عن العمل وعمل في وظائف غريبة مختلفة عادة للأصدقاء والأقارب وكان متورطا في الجريمة الصغيرة وأخيرا قبض عليه بسبب السطو في عام 1976. مستوحاة جزئيا من وقت أخيه في الجيش قال أنه يريد الانضمام إلى الجيش البريطاني. فشل في اختبار دخول للتدريب كطيار للجيش ولكن جند مع الستر الأخضر الملكي في سن السادسة عشرة.

## المسيرة العسكرية
تم نشره إلى كنت لتدريبه الأساسي ومعبأ لفريق عمله. بعد التدريب الأساسي تم نشره في مستودع بندقية في ونشستر. في عام 1977 قضى بعض الوقت في جبل طارق كجزء من أول نشره التشغيلي مع الكتيبة الثانية الستر الخضر الملكي.
في الفترة من ديسمبر 1977 إلى يونيو 1978 تم نشره في مقاطعة أرما في أيرلندا الشمالية كجزء من «بانر» للجيش البريطاني. في عام 1978 وعام 1979 عاد إلى أرما بعد ترقيته إلى جندي أول وادعى أنه قتل للمرة الأولى خلال اشتباكات مع الجيش الجمهوري الأيرلندي. كتب ماكناب عن الحادث: «أتذكر بوضوح المرة الأولى التي اضطررت فيها لقتل شخص ما للبقاء على قيد الحياة وكنت جنديا يبلغ من العمر 19 عاما في كيدي بجنوب أرماغ وتعثرت دوريتي عبر ستة جنود من الجيش الجمهوري الايرلندي عندما بدأ إطلاق النار كانوا على بعد 20 مترا فقط من دوريتي وكنت خائف خائف جدا». حصل على الميدالية العسكرية لهذا الحادث. ومع ذلك أفادت مصادر أمنية في وقت لاحق أن الشخص الذي أطلق عليه ماكناب النار توفي نتيجة لإصابات من تبادل لاطلاق النار منفصل في وقت لاحق من ذلك اليوم.
في عام 1982 بعد ثماني سنوات مع الستر الخضر الملكي قال أنه حاول الانضمام إلى القوات الخاصة. بعد فشل محاولته الأولى مر في عام 1984 ونقل إلى القوات الخاصة. خلال عشر سنوات مع القوات الجوية السرب B، الفوج ب خدم ماكناب مع آل سلاتر وفرانك كولينز وتشارلز «نيش» بروس. كتب في صحيفة ديلي تلغراف في نوفمبر 2008 ماكناب يصف بروس بأنه «أحد أبطالي».
عمل ماكناب على عمليات سرية وعارية بما في ذلك مكافحة الإرهاب وعمليات المخدرات في الشرق الأوسط والشرق الأقصى وجنوب ووسط أمريكا وأيرلندا الشمالية. تولى ماكناب تدريبه كخبير في مكافحة الإرهاب والقضاء على الأهداف الرئيسية وهدم الأسلحة والأسلحة والتكتيكات وأدوار المراقبة السرية وجمع المعلومات في بيئات معادية وحماية الشخصيات الهامة. عمل على عمليات تعاونية مع قوات الشرطة وخدمات السجون وقوات مكافحة المخدرات وحركات حرب العصابات المدعومة من الغرب فضلا عن العمليات الخاصة التقليدية. في أيرلندا الشمالية أمضى عامين في العمل كمشغل سري مع مجموعة استخبارات وذهب ليصبح مدربا.
خلال حرب الخليج الثانية عين ماكناب قائدا لبرافو اثنين صفر وهي دورية قوات خاصة مكونة من ثماني جنود منحوا مهمة تدمير الاتصالات السرية بين بغداد وشمال غربي العراق وتتبع تحركات صواريخ سكود في المنطقة. أسقطت الدورية إلى العراق في 22 يناير 1991 ولكنها سرعان ما تعرضت للخطر وبعد ذلك حاولوا الهروب سيرا على الأقدام نحو سوريا وهي أقرب بلد لقوات التحالف.
قتل ثلاثة من هؤلاء الثمانية وألقي القبض على أربعة منهم (بما في ذلك ماكناب) بعد هروبهم بثلاثة أيام بينما هرب عضو واحد وهو كريس رايان. احتجز الرجال لمدة ستة أسابيع قبل إطلاق سراحهم في 5 مارس. بحلول ذلك الوقت كان ماكناب يعاني من تلف الأعصاب بكلتا يديه وتقطع الكتف وتلف الكلى والكبد والتهاب الكبد ب. بعد ستة أشهر من العلاج الطبي عاد إلى الخدمة النشطة.
حصل ماكناب على ميدالية السلوك المتميز والميدالية العسكرية خلال مسيرته العسكرية وكان الجندي البريطاني الأكثر تكريما في الخدمة عندما غادر القوات الخاصة في فبراير 1993.

## بعد المسيرة العسكرية
استخدم ماكناب اسم مستعار أثناء كتابة برافو اثنين صفر. عندما ظهر على شاشة التلفزيون للترويج لكتبه أو للعمل كخبير في الخدمات الخاصة يتم إخفاء وجهه لمنع تحديد هويته. وفقا لكتاب «الخرق الكبير» من قبل ريتشارد توملينسون جاسوس جهاز الاستخبارات البريطاني المنشق كان ماكناب جزءا من فريق تدريب خاص بعد حرب العراق وتدريب مجندين جهاز الاستخبارات البريطاني في التخريب وتقنيات حرب العصابات.
نظرا لطبيعة عمله الحساسة للغاية أثناء خدمته مع القوات الخاصة فإن شركة ماكناب لديها عقد ملزم قانونا يلزمه بتقديم كتاباته إلى وزارة الدفاع للمراجعة. لا يزال يعتقد أنه مطلوب من قبل عدد من المنظمات الإرهابية في العالم ولذلك فإنه يختار عدم الكشف عن وجهه أو مكانه الحالي.
بعد مغادرته الجيش وضع ماكناب دورة تدريبية متخصصة لأطقم الأخبار والصحفيين وأعضاء المنظمات غير الحكومية الذين يعملون في بيئات معادية وحافظوا عليها. قضى وقتا في هوليوود كمستشار للأسلحة التقنية ومدرب في فيلم مايكل مان حرارة. كما كان المستشار الفني في فيلم الجريمة القذارة عام 2005.
في فبراير 2007 عاد ماكناب إلى العراق لمدة سبعة أيام في منصب المستشار الأمني لصحيفة ذا صن في الكتيبة الثانية «البنادق». قام بالبحث في خلفية فيلم نيران متقاطعة (2007).
كتب ماكناب عن تجاربه في القوات الخاصة في ثلاثة كتب وهي برافو اثنين صفر (1993) وإجراءات فورية (1995) وسبعة جنود (2008). باع من كتاب برافو اثنين صفر أكثر من 1.7 مليون نسخة بينما باع من كتاب إجراءات فورية 1.4 مليون نسخة في المملكة المتحدة. نشر في سبعة عشر بلدا وترجم إلى ستة عشر لغة. بيعت النسخة الإلكترونية من كتاب برافو اثنين صفر الذي رواه ماكناب باع منه أكثر من 60,000 نسخة وحصل على جائزة القرص الفضي. تم عرض فيلم بي بي سي برافو اثنين صفر الذي كان من بطولة شون بين على قناة بي بي سي وان في عام 1999 وأطلق على دي في دي في عام 2000. كتاب إجراءات فورية وهو عن السيرة الذاتية لماكناب استمر على قمة المبيعات لمدة ثمانية عشر أسبوع الذي رفع بأمر قضائي من طرف واحد منح لوزارة الدفاع في سبتمبر 1995.
استجوب المستكشف والمستعرب وأحد احتياطيي القوات الخاصة السابقين مايكل آشر الذي زار العراق مع طاقم القناة الرابعة البريطانية وأجرى مقابلات مع العديد من شهود العيان كتاب ماكناب الأول برافو اثنين صفر. خلص آشر إلى أن الكثير مما كتبه ماكناب كان تلفيقا وأنه لا يوجد دليل على أن دورية برافو اثنين صفر أصابت عدو واحد. علاوة على ذلك فإن سرد ماكناب متناقض مع ما سرده رفيقه كريس ريان في العديد من النقاط. تأكد ذلك من قبل بيتر راتكليف الذي كان رقيبا عسكريا كبيرا من فوج 22 للقوات الخاصة خلال حرب الخليج الثانية الذي ذكر أنه في استخلاص المعلومات لكتيبة بأكملها سجل على شريط فيديو أي من أعضاء الدورية ذكر الاتصالات مع أعداد كبيرة من الأعداء أو أي من الحوادث الاستثنائية الأخرى المدرجة في الكتب. استنتج آشر أن ادعاء الكتاب بأنه «القصة الحقيقية لدورية القوات الخاصة في العمل» كان احتيال.

## كتابة الخيال
ماكناب مؤلف عدد من أعمال الأكشن الإثارة.
تعتبر بعثات نيك ستون سلسلة ناجحة تقوم على جندي سابق من القوات الجوية البريطانية يعمل على عمليات مخالفة للاستخبارات البريطانية. تعتمد السلسلة بشكل كبير على تجارب ماكناب ومعرفته بالقوات الخاصة. كتب سلسلة الصبي الجندي بالتعاون مع روبرت ريغبي وهو عن صبي يدعى داني واتس وجده فيرغوس على ما يبدو كان جندي سابق مارق عن القوات الخاصة.
كما كتب أندي مكناب كتبا للقراء السريعة وهي مؤسسة خيرية تدعم اليوم العالمي للكتاب. قدمت قناة بي بي سي إصدارات صوتية حصرية من أحدث القراءات السريعة من قبل أندي ماكناب الليلة الماضية جندي آخر (2010) قرأها روبرت ديغاس. تشمل الكتب الخيالية الأخرى قصص الصوت والرجال في سلسلة الحرب وساحة المعركة 3 وسلسلة توم باكنغهام وسلسلتين للكبار: قصص دروبون وسلسلة تجنيد جديدة.
كتب رواية التعادل في ساحة المعركة 3: الروس التي تدور حول قصة عن أحد مغاوير مخابرات النخبة وهو دميتري "ديما" ماياكوفسكي ومشاركته ضد بلر المقاومة والتحرير الشعبي وهي جماعة متمردة شبه عسكرية إيرانية وكذلك اتصاله بالعدو. تم إصدار الرواية في 25 أكتوبر 2011.

### الأفلام
بعد عمله في فيلم ميراماكس الحرارة فقد حصلت ميراماكس على حقوق تحويل الروايات الأربع لماكناب إلى أفلام حيث يتم تصوير الفيلم إيشيلون (2012) حاليا في الإنتاج استنادا إلى كتاب جدار الحماية (2000). سيشارك ماكناب في إنتاج والمشاركة في كتابة السيناريو وأيضا بمثابة مستشار تقني. في عام 2014 أدى لوك إيفانز دور توم باكنغهام في الإشعار الأحمر الذي كان من إخراج نيك لاف. سيعمل ماكناب مستشار تقني ودور في الإنتاج كذلك.

## الأعمال الأخرى
شارك ماكناب في برنامج الواقعية بيغ براذر: اختطاف المشاهير على قناة إي4 في 13 يناير 2008.
تم بيع منصة الكتاب الإلكتروني موبكاست الذي شارك في تأسيسه مع توني لينش إلى تيسكو مقابل 4.5 مليون جنيه استرليني حيث كانت حصة ماكناب مليون جنيه استرليني.

## حاليا
يعيش ماكناب الآن في نيويورك مع زوجته الخامسة. يتولى حاليا منصب مدير توظيف الخدمة العسكرية والتوجيه والتنظيم في مؤسسة فورسيسليكت. عمل مع شركة إي إيه دايس السويدية مستشارا للعبة التكتيكات العسكرية في باتلفيلد 3.
في أغسطس 2014 كان ماكناب واحد من 200 شخصية عامة وقعوا على رسالة إلى الغارديان تعارض استقلال اسكتلندا في الفترة التي سبقت استفتاء استقلال اسكتلندا 2014 بشأن هذه المسألة.

## الكتب

### ليست خيال علمي
- برافو اثنين صفر (1993)
- إجراءات فورية (1995)
- سبع جنود (2008)
- التحدث من الجبهة (2009)
- التحدث من الجبهة 2 (2011)
- الدليل النفسي الجيد للنجاح (2014 - بالتشارك مع الدكتور كيفن دوتون)
- مرتبة: الدليل النفسي الجيد للسيطرة على حياتك (2015)

### الخيال العلمي
بعثات نيك ستون
1. ريموت كونترول (17 فبراير 1998)
2. الأزمة الرابعة (22 أغسطس 2000)
3. جدار الحماية (5 أكتوبر 2000)
4. آخر ضوء (1 أكتوبر 2001)
5. يوم التحرير (1 أكتوبر 2002)
6. شتاء داكن (3 نوفمبر 2003)
7. أسود عميق (1 نوفمبر 2004)
8. الضابط (1 نوفمبر 2005)
9. الارتداد (6 نوفمبر 2006)
10. تبادل إطلاق النار (12 نوفمبر 2007)
11. القوة الغاشمة (3 نوفمبر 2008)
12. خروج الجرح (5 نوفمبر 2009)
13. ساعة الصفر (25 نوفمبر 2010)
14. مركز ميت (15 سبتمبر 2011)
15. كاتم الصوت (24 أكتوبر 2013)
16. للشجاعة (23 أكتوبر 2014)
17. مفجر (22 أكتوبر 2015)
18. دم بارد (20 أكتوبر 2016)

سلسلة الصبي الجندي (كتب مع روبرت ريغبي)
1. الصبي الجندي (العنوان في الولايات المتحدة الخائن، 5 مايو 2005)
2. الاسترداد (6 أكتوبر 2005)
3. المنتقم (4 مايو 2006)
4. الانهيار (3 مايو 2007)

مشروع القراءات السريعة
1. الرجل الرمادي (8 مايو 2006)
2. الليلة الماضية جندي آخر (4 مايو 2010)
3. اليوم يتغير كل شيء (31 يناير 2013)
4. على الصخرة (4 فبراير 2016)

قصص صوتية
1. كمين العراق (مايو 2007)
2. خطف ملكي (يونيو 2007)
3. قنبلة على جانب الطريق (سبتمبر 2007)
4. قناص

سلسلة دروبزون (الشباب البالغين)
1. دروبزون 1 (فبراير 2010)
2. دروبزون 2 - سرعة المحطة الطرفية (مارس 2011)

سلسلة رجال في الحرب (كتب مع كيم غوردون)
1. الحرب الممزقة (13 مايو 2010)
2. خطوط المعركة (19 يوليو 2012)

ساحة المعركة 3
1. ساحة المعركة 3: الروس (أكتوبر 2011)

سلسلة توم باكنغهام
1. إشعار أحمر (25 أكتوبر 2012)
2. القلعة (22 مايو 2014)
3. حالة الطوارئ (21 مايو 2015)

المجند الجديد - سلسلة ليام سكوت (الشباب البالغين)
1. المجند الجديد (20 ديسمبر 2012)
2. الدوريات الجديدة (30 يناير 2014)
3. العدو الجديد (15 يناير 2015)

شارع الجندي - شون هاركر (البالغين الشباب)
1. جندي الشارع (11 أغسطس 2016)

## التلفزيون
- جولة الواجب لأندي ماكناب